# Giovanni Battista Rocci
Giovanni Battista Rocci (Chiusa di San Michele, 31 agosto 1799 – Almese, 23 febbraio 1872) è stato un notaio italiano.
È stato l'ideatore la realizzazione del primo asilo di Almese il 25 dicembre 1877 divenuto in seguito l'attuale Scuola dell'infanzia "Riva Rocci".

## Biografia
«In sullo scorcio dell'agosto 1799 il generale francese Turreau, sceso dal Moncenisio, rumoreggiava nella parte superiore della nostra valle di Susa e moveva contra i Tedeschi, che ne padroneggiavano la bassa vallata. Il 31 di quel mese entravano nella Chiusa, mentre il nemico loro pur s'incocciava di rimanervi, quindi scaramuccie, badalucchi qua e là. Ma i Francesi occupate le alture di Roccia-Borel a sopraccapo del villaggio ne fulminavano l'abitato sì, che gl'inquilini spaventati cercavano rifugio come e meglio loro veniva, contro quella furiosa grandinata di palle, che rovinava sui tetti fragorosamente...»
È stato un condiscepolo di Massimo d'Azeglio a Torino.
Nella raccolta di poesie a lui dedicata vi sono numerosi sonetti intercorsi con Norberto Rosa su temi politici e culturali del periodo risorgimentale della vita politica torinese ed alcune pubblicate nel "Messaggiere Torinese".

## Onorificenze
Ufficiale dell'Ordine della Corona d'Italia nel 1872.